# Ucieczki w mrok
Ucieczki w mrok (Ye ben, ang. Fleeing by Night) – tajwańsko-chiński melodramat z 2000 roku w reżyserii Li-Kong Hsu i Chi Yin. Zdjęcia kręcono w Pekinie.